# Ајлеј
Ајлеј (енгл. Islay) је једно од Британских острва које припада Уједињеном Краљевству, односно Шкотској. Налази се Атлантском океану у и део је ужег архипелага Унутрашњи Хебриди. Површина острва износи 620 km². Према попису из 2001. на острву је живело 3.457 становника.